# もっと気軽に世界人
『もっと気軽に世界人』（もっときがるにせかいじん）はRKB毎日放送（RKBラジオ）およびKZOOで放送されている教養番組である。

## 番組概要
パーソナリティーがハワイの最新情報やハワイ料理のレシピを紹介する番組。
この番組は、RKBのスタジオとハワイKZOOのスタジオをつなぐ形で収録されている。

## 放送時間
- RKBラジオ 日曜日 18:45 - 19:00（JST。2021年4月4日[1][2] - ）
  - ただし、日曜日にRKBエキサイトホークス（ナイター中継）が放送される場合は時間が変更される。
- KZOO 火曜日 18:30 - 18:45

## パーソナリティ
- ペコ西村
- カオル
- HARUMI

## スポンサー
- JTB九州